# Быков, Григорий Сергеевич
Григорий Сергеевич Быков (25 февраля 1925, Злынка — 7 января 2008, Луга) — стрелок; командир отделения 1230-го стрелкового полка 370-й стрелковой дивизии 69-й армии 1-го Белорусского фронта, сержант.

## Биография
Родился 25 февраля 1925 года на станции Злынка (ныне — в Злынковском районе Брянской области). Окончил 4 класса. Работал кузнецом в деревне Костюковка Гомельской области Белоруссии.
В Красной Армии с 1944 года. В боях Великой Отечественной войны с сентября 1944 года.
Стрелок 1230-го стрелкового полка красноармеец Григорий Быков 20 июля 1944 близ села Кладнов Владимир-Волынского района Волынской области Украины скрытно проник с бойцами во вражескую траншею, где в рукопашном бою уничтожил несколько противников, а одного взял в плен.
16 августа 1944 года в районе польского населённого пункта Тшцянки, расположенного в пяти километрах юго-западнее города Пулавы, красноармеец Быков в бою по расширению плацдарма на левом берегу реки Висла был ранен, но остался в боевом строю.
Приказом по 370-й стрелковой дивизии от 23 октября 1944 года за мужество и отвагу проявленные в боях красноармеец Быков Григорий Сергеевич награждён орденом Славы 3-й степени.
Стрелок 1230-го стрелкового полка ефрейтор Григорий Быков с бойцами в период боёв с 6 по 12 февраля 1945 года за удержание и расширение плацдарма на левом берегу реки Одер в районе германского города Лебус, находящегося в десяти километрах севернее города Франкфурт-на-Одере, уничтожил пулемёт противника с расчетом и шестерых солдат.
Приказом по 69-я армии от 18 марта 1945 года за мужество и отвагу проявленные в боях ефрейтор Быков Григорий Сергеевич награждён орденом Славы 2-й степени.
Командир стрелкового отделения 1230-го стрелкового полка сержант Григорий Быков с бойцами вверенного ему подразделения 17 апреля 1945 года в бою у германского населённого пункта Вюсте-Кунерсдорф, что в пяти километрах севернее города Франкфурт-на-Одере первым ворвался в траншею неприятеля, выстрелом из фаустпатрона подавил огневую точку, отразил две контратаки противника. 22 апреля 1945 года в бою сержант Быков лично истребил нескольких противников.
Представление к ордену Славы 1-й степени подписал командующий 1-м Белорусским фронтом Маршал Советского Союза Жуков Г. К.
Указом Президиума Верховного Совета СССР от 31 мая 1945 года за образцовое выполнение заданий командования в боях с немецко-вражескими захватчиками сержант Быков Григорий Сергеевич награждён орденом Славы 1-й степени, став полным кавалером ордена Славы.
В 1950 году старшина Быков демобилизован. Жил в областном центре Белоруссии городе Гомеле, работал кузнецом. С 1951 года трудился на тракторе в колхозе «Победа» Правдинского района Калининградской области. С 1959 года жил в городе Селидово Донецкой области Украины, где работал крепильщиком в шахте.
С 1975 года жил в городе Луга Ленинградской области. Скончался 7 января 2008 года. Похоронен на кладбище город Луга.
Награждён орденами Отечественной войны 1-й степени, Славы 1-й, 2-й, 3-й степени, медалями.